# Valle Hovin
Valle Hovin – obiekt sportowo-widowiskowy w Oslo w Norwegii. Spełnia dwie funkcje: lodowiska w łyżwiarstwie szybkim zimą oraz stadionu koncertowego latem. Otoczony jest drzewami i parkami, i znajduje się w dzielnicy mieszkalnej Oslo.
Podczas koncertów pojemność stadionu wynosi 40.000. Mimo braku miejsc siedzących oraz ograniczonej widoczności artystów na scenie, Valle Hovin może pomieścić więcej ludzi niż kryta arena Oslo Spektrum. 
Wśród artystów, którzy wystąpili na Valle Havin są m.in.:
- Deep Purple – 1987
- Bruce Springsteen & The E Street Band – 1988, 1993, 1999, 2003, dwukrotnie w 2008
- The Rolling Stones – dwukrotnie w 1990, 1995, 1998, 2007
- U2 – 1993, 1997, 2005
- Tina Turner – 1990, 1996, 2000
- Pink Floyd – 1988, 1994
- Michael Jackson – 1992, 1997
- Paul McCartney – 2004
- Prince – 1988
- Dire Straits – 1992
- Guns N’ Roses – 1993
- Metallica – 2007
- Iron Maiden – 2008
- AC/DC – 2009
- Madonna – dwukrotnie w 2009